# Cryptopus paniculatus
Cryptopus paniculatus är en orkidéart som beskrevs av Joseph Marie Henry Alfred Perrier de la Bâthie. Cryptopus paniculatus ingår i släktet Cryptopus, och familjen orkidéer. Inga underarter finns listade i Catalogue of Life.